# ジェレミー・モレル
ジェレミー・モレル（Jérémy Morel, 1984年4月2日 - ）はフランス・ロリアン出身の元サッカー選手。現役時代のポジションはディフェンダー。

## 来歴
2003年4月13日、19歳の時にFCロリアンにてプロデビューを果たした。
2011年6月19日、故郷であり9シーズンを過ごしたFCロリアンを離れ、オリンピック・マルセイユへ移籍した。契約期間は2015年6月30日まで。
2015年6月1日、オリンピック・リヨンに加入した。